# Jesper Haugaard
Jesper Haugaard, född 15 maj 1972 i Hjørring, Danmark, är en dansk musiker. Han har varit basist i Kim Larsen & Kjukken sedan den 23 september 2002.